# Mycetophila confusa
Espèce
Mycetophila confusa est une espèce fossile d'insectes diptères de la famille des Mycetophilidae (littéralement « amis des champignons »).

## Classification
L'espèce Mycetophila confusa est décrite en 1937 par le paléontologue français Nicolas Théobald (1903-1981),.

### Trois collections de l'Oligocène de France
L'holotype est un échantillon A18 des collections de l'Institut géologique de Lyon provenant du gypse d'Aix-en-Provence. Deux autres échantillons, représentants des femelles, sont des cotypes, M29 de l'institut de Géologie de Marseille, et Am30 du Muséum national d'histoire naturelle de Paris.

### Confirmation du genre
Le genre est confirmé en 2021 par Oliveira and Amorim,.

### Confusion d'attribution: Dziedzicki, 1884
Selon certaines bases, BioLib et GBIF entre autres, l'espèce serait attribuée à Dziedzicki, 1884,.

## Description

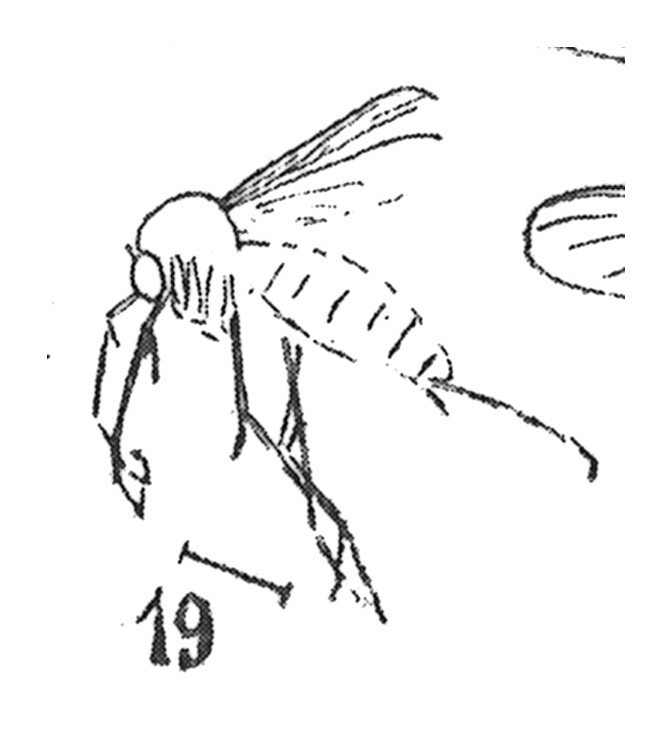
Mycetophila confusa 1937 N.Théobald éch M29 x3 p. 327 pl XXI Diptères du Stampien d'Aix-en-Provence.

### Caractères
Diagnose de Nicolas Théobald en 1937, : 

« Insecte bien conservé, couché sur le côté, de teinte noirâtre. Tête petite, inclinée sur le thorax ; un gros œil encore visible en haut ; restes d'antennes à nombreux segments subcylindriques. Thorax bombé, portant encore quelques longs poils. Abdomen grêle, en fuseau ; 6 segments ; arceaux dorsaux plus foncés que les arceaux ventraux ; poils fins aux articulations. Pattes grêles et fines, de même conformation que dans M. cf. pallipes (v. fig.). Ailes à nervation en partie détruite ; C, R et Rs visibles et disposés de la même façon que dans M. cf. pallipes; ailes ne dépassant pas l'abdomen. ».

### Dimensions
La longueur totale est de 4,2 mm ; la longueur des ailes est de 3 mm ; l'abdomen a une longueur de 3 mm et une largeur de 2 mm.

### Affinités
« Il s'agit ici d'un ♂ de Mycetophila. Il est de taille légèrement supérieure à M. morio Heer, l'abdomen est relativement moins gros. il se distingue aisément de M. cf. pallipes par ses ailes ne dépassant pas de l'abdomen.
Nous rapprochons de cette même forme l'échantillon M29 de l'Institut de géologie de Marseille (pl. XXI, fig. 19) et l'échantillon Am30 du Muséum de Paris représentant des ♀. ».

## Biologie
« Le genre Mycetophila est un genre cosmopolite, vivant dans les bois, ses larves se nourrissent de champignons. ».

## Galerie
- Quelques espèces sœurs vivantes du genre Mycetophila.
- Mycetophila abiecta.
- Mycetophila curviseta.
- Mycetophila fungorum.
- Mycetophila ichneumonea.
- Mycetophila ocellus.
- Mycetophila unipunctata.

### Publication originale
- [1937] Nicolas Théobald, « Les insectes fossiles des terrains oligocènes de France 473 p., 17 fig., 7 cartes,13 tables, 29 planches hors texte », Bulletin Mensuel de la Société des Sciences de Nancy et Mémoires de la Société des sciences de Nancy, Imprimerie G. Thomas,‎ 1937, p. 1-473 (ISSN 1155-1119 et 2263-6439, OCLC 786027547). .